# MTV Classic (Australie)
Pour les articles homonymes, voir MTV Classic.
MTV Classic anciennement VH1 est une chaîne appartenant à ViacomCBS Networks Royaume-Uni & Australie lancée le 14 mars 2004 au Australie.

## Histoire
VH1 est lancée, le 14 mars 2004 en Australie et devient le 1er mai 2010, MTV Classic.
Le 1er juin 2011, MTV Classic est lancée en Nouvelle-Zélande.
Le 29 octobre 2013, MTV a annoncé qu'elle travaillait avec Foxtel depuis début 2013 pour offrir plus de diversité sur la plate-forme Foxtel, car leurs deux chaînes consacrées à la musique actuelle MTV Classic et MTV Hits se battaient pour le même public que les chaînes Foxtel Networks MAX et [V] Hits respectivement. En tant que tel, il a été décidé que MTV Classic et MTV Hits cesseraient de diffuser sur la plate-forme Foxtel pour être remplacés par deux nouvelles chaînes MTV. La chaîne qui a remplacé MTV Classic était MTV Dance, une chaîne consacrée à la danse, au hip hop et à la musique R&B du monde entier - la première chaîne de MTV à être consacrée à trois genres musicaux différents.

## Identité visuelle (logo)

Logo de VH1 Australie du 14 mars 2004 au 30 avril 2010
Logo de MTV Classic Australie du 1er mai 2010 au 30 juin 2011 et du 1er juin 2011 au 30 juin 2011 en Nouvelle-Zélande
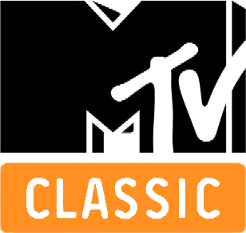
Logo de MTV Classic Australie et Nouvelle-Zélande du 1er juillet 2011 au 30 septembre 2013
Logo de MTV Classic Australie et Nouvelle-Zélande du 1er octobre 2013 au 4 avril 2017
Logo de MTV Classic Australie et Nouvelle-Zélande du 5 avril 2017 au 31 mars 2019
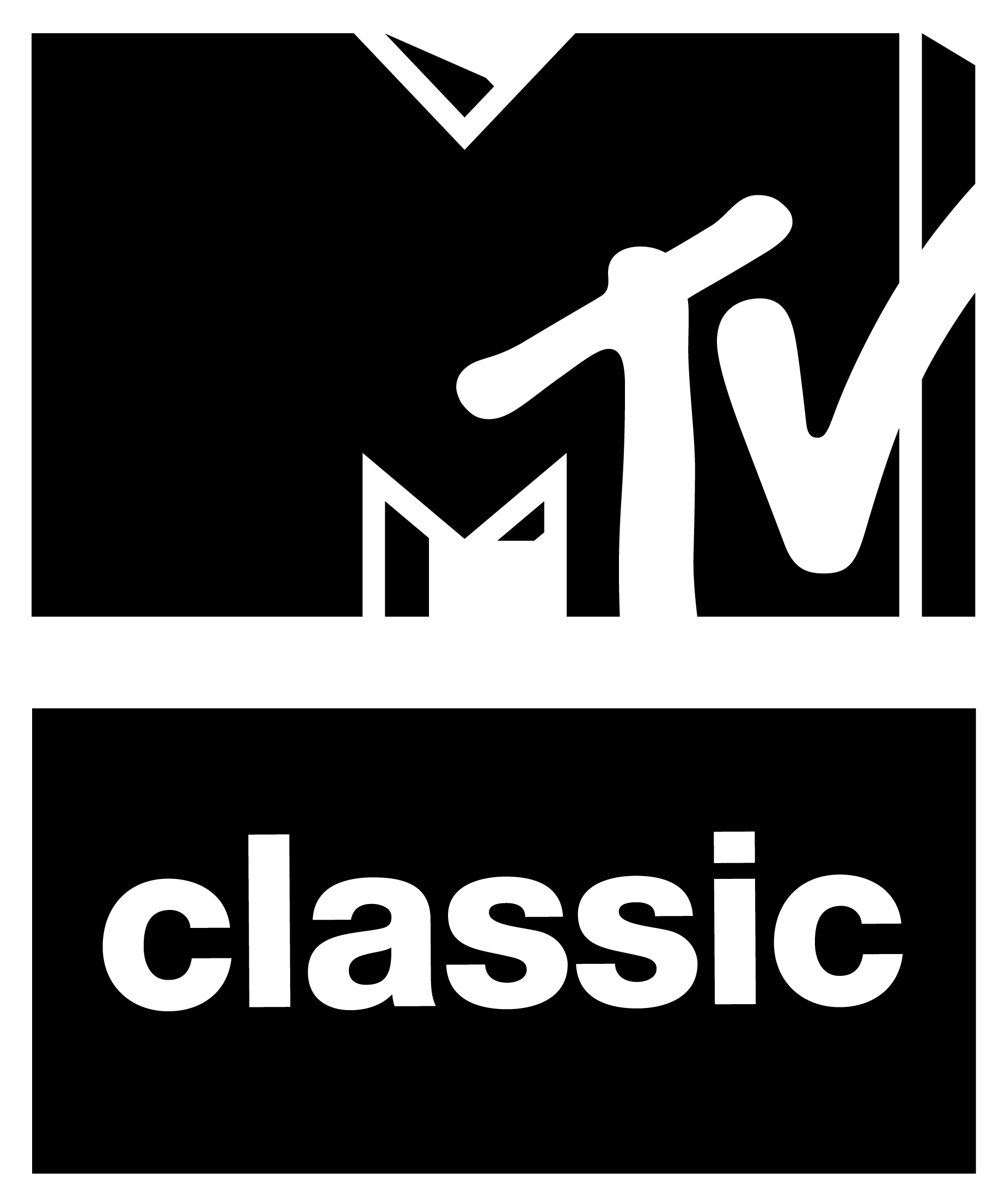
Logo de MTV Classic Australie du 1er avril 2019 au 14 septembre 2021 et du 1er avril 2019 au 6 juillet 2020 en Nouvelle-Zélande
Logo de MTV Classic Australie depuis le 14 septembre 2021